# Butoiul de Aur
Butoiul de Aur este un monument istoric aflat pe teritoriul municipiului Sibiu.

## Galerie

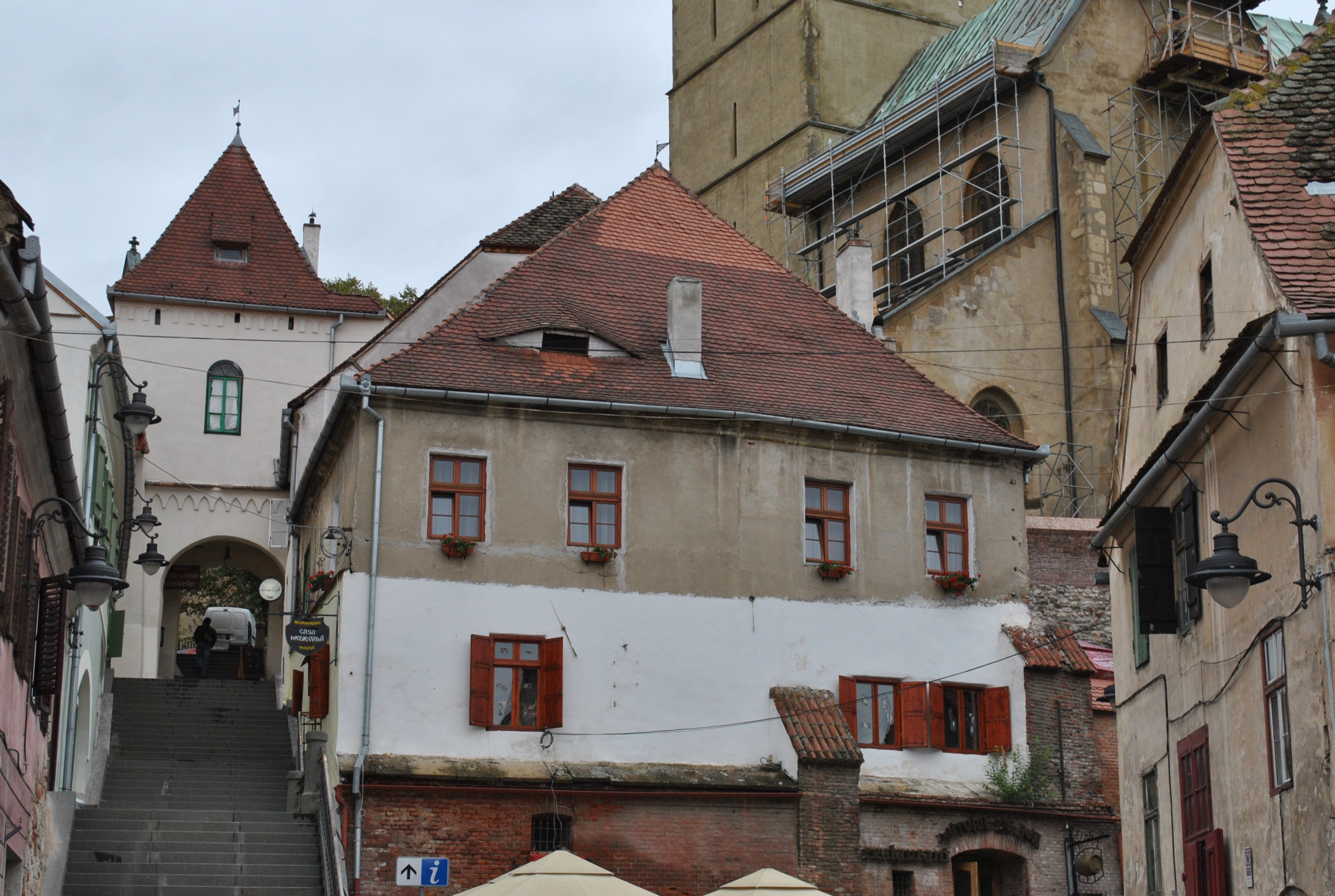
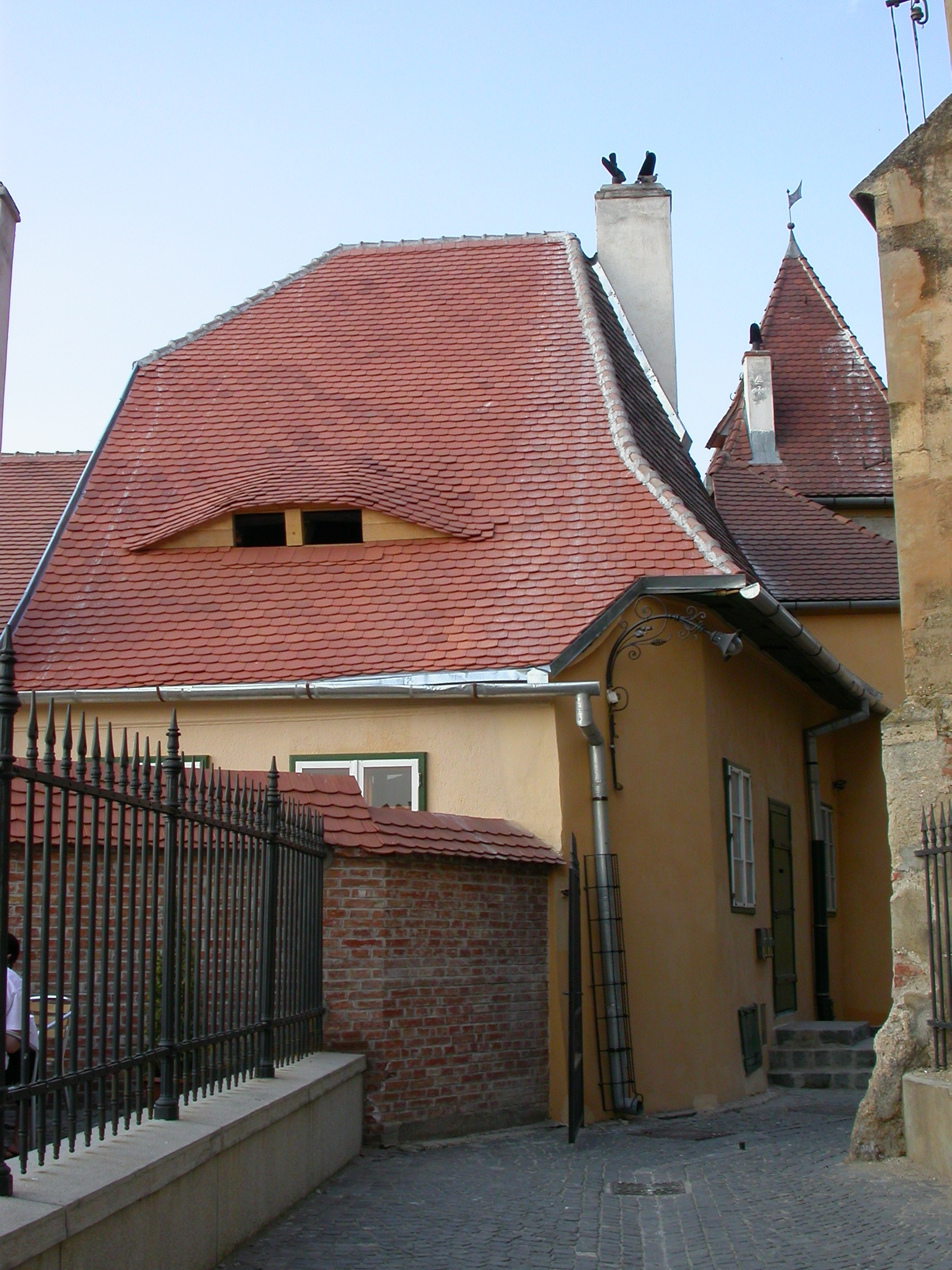
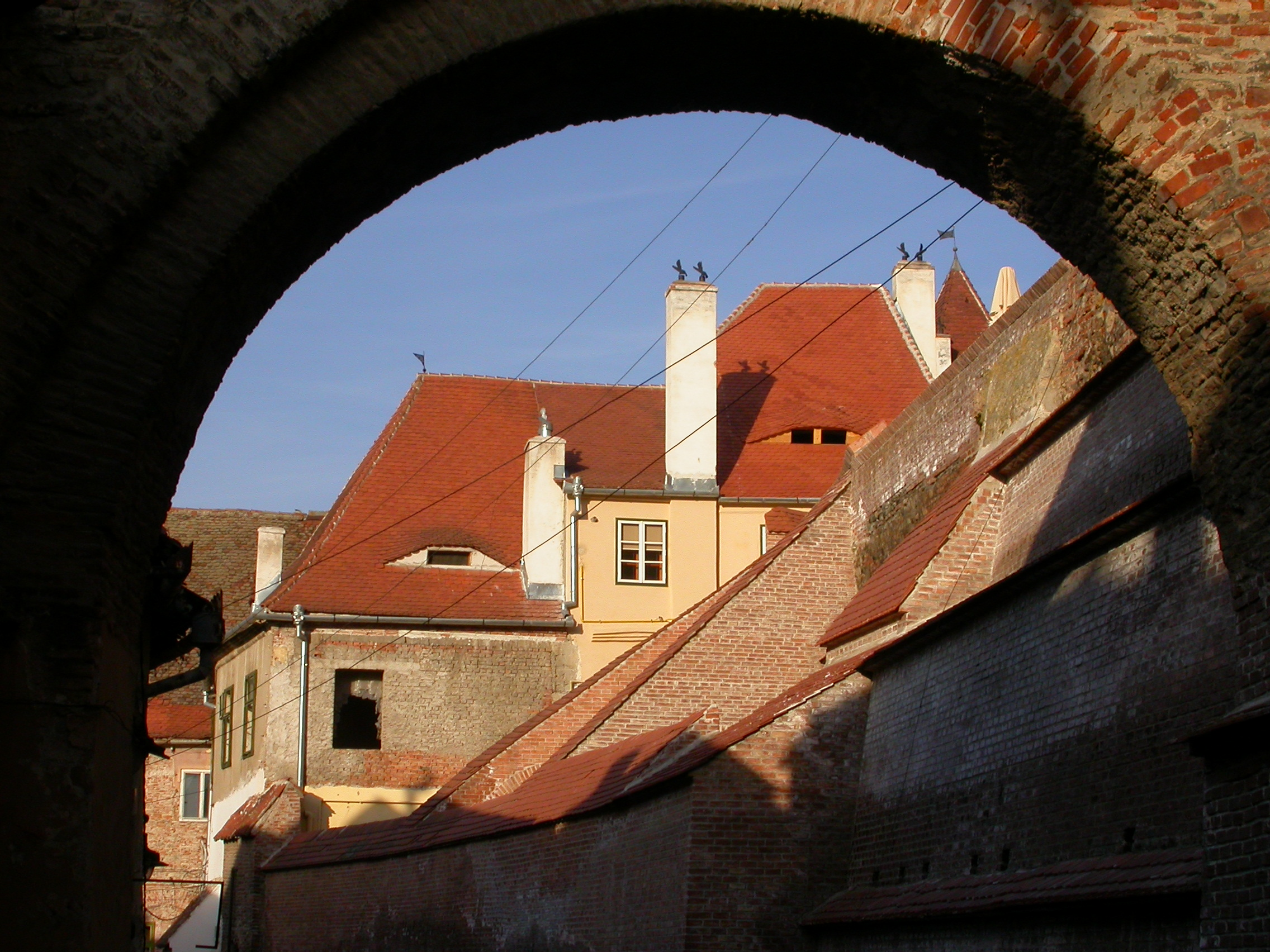
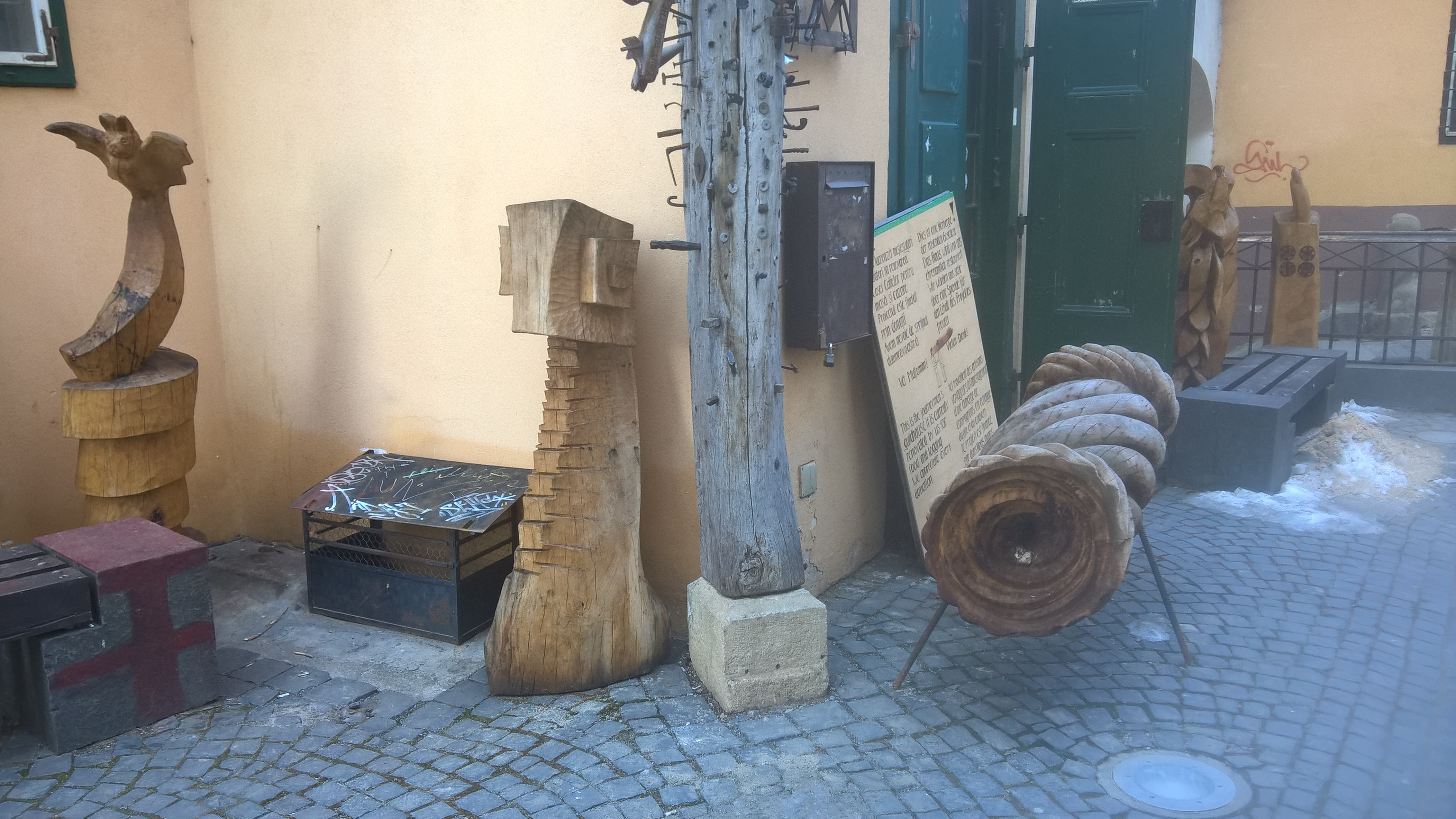